# Liste der Nummer-eins-Hits in Schweden (1976)
Diese Liste enthält alle Nummer-eins-Hits in Schweden im Jahr 1976. Es gab in diesem Jahr sieben Nummer-eins-Singles und neun Nummer-eins-Alben.
| Singles | Alben |
| --- | --- |
| - George Baker Selection – Paloma Blanca - 10 Wochen (14. November 1975 – 18. Januar 1976) - 5000 Volts – I’m on Fire - 4 Wochen (19. Januar – 15. Februar) - Harpo – Moviestar - 6 Wochen (16. Februar – 28. März, insgesamt 8 Wochen) - Alpina Skidlandslaget – Vi åkbättre da för da - 8 Wochen (29. März – 24. Mai) - Sammy Davis Jr. – Baretta’s Theme - 8 Wochen (25. Mai – 9. August) - Harpo – Moviestar - 2 Wochen (10. August – 23. August, insgesamt 8 Wochen) - ABBA – Dancing Queen - 14 Wochen (24. August – 29. November) - Boney M. – Daddy Cool - 12 Wochen (30. November 1976 – 24. Februar 1977) | - ABBA – Greatest Hits - 8 Wochen (11. Dezember 1975 – 1. Februar 1976) - Frida – Frida ensam - 6 Wochen (2. Februar – 14. März) - Thorleifs – Skänk mig ding tankar - 4 Wochen (15. März – 11. April) - Ola Magnell – Nya perspektiv - 4 Wochen (12. April – 10. Mai) - Tina Charles – I Love to Love - 14 Wochen (11. Mai – 6. September) - Rod Stewart – A Night on the Town - 2 Wochen (7. September – 20. September) - Bellamy Brothers – Let Your Love Flow - 2 Wochen (21. September – 4. Oktober) - Vikingarna – Kramgoa låtar 3 - 2 Wochen (5. Oktober – 18. Oktober) - ABBA – Arrival - 10 Wochen (19. Oktober 1976 – 10. Januar 1977) |